# لو گوانکیو
لو گوانکیو (انگلیسی: Lu Guanqiu; ۱۷ ژانویهٔ ۱۹۴۵ – ۲۵ اکتبر ۲۰۱۷) کارآفرین و سرمایه‌دار اهل چین بود.